# Kraszyn
Kraszyn – wieś w Polsce położona w województwie łódzkim, w powiecie poddębickim, w gminie Zadzim.
| SIMC    | Nazwa   | Rodzaj    |
| ------- | ------- | --------- |
| 0720510 | Krócice | część wsi |

W dawnych dokumentach pojawiają się też wersje nazwy Krasin bądź Krasino, które być może odnoszą się do tej miejscowości. Na podstawie tego można by przypuszczać, że z Kraszyna wywodził się szlachecki ród Krasińskich zamieszkujących w ziemi sieradzkiej.
W 1608 przynajmniej połowa Krasina (Krasino) należała do Gabriela Krasińskiego i jego żony, Zofii z Zaborowskich.
W 1647 część Krasina (Krasin) należała do Jana Skotnickiego i jego żony, Anny z Grzymisławskich (użyta forma – Krasin).
W 1781 dziedzicem Kraszyna był Józef Pstrokoński herbu Poraj, cześnik inowłodzki.
W latach 1975–1998 miejscowość administracyjnie należała do województwa sieradzkiego.